# Jelly (coworking)
Jelly（ジェリー）とは、カジュアルなワーキングスタイルを実践するイベント。
異なる職場の人が集い、ブレインストーミングや参加者との会話を通じて、疑問を解決したり、発想を共有することで、協働的・創造的な仕事に取り組む。
コワーキングスペースやカフェ、自宅、小規模オフィスなどで行われることが多く、プログラマー、デザイナー、ライターなどの参加が多い。主に海外では、起業家、料理人、音楽家、医師、教師、士業などの参加もみられる。参加者はノートパソコンなどを持ち込み、本業の課題やその他のことについてアイディア共有を図る。
2006年にニューヨークで行われたのをきっかけに、アメリカ・イギリスを始め100都市以上で開催。2010年頃から東京など日本でも開催されるようになり、普及しつつある。